# Emil Andersen (atlet)
 Der er flere personer med dette navn, se Emil Andersen.
Emil Andersen (17 november 1914-?) var en dansk atlet medlem af AIK 95.
Emil Andersen nåede med tiderne 3,55,4 i 1943 og 3,52,2 i 1945 en respektiv 23. og 16. plads på disse års vedensranglister, trods hurtige tider lykkedes han dog aldrig med at vinde et DM. Det blev som bedst blev til sølv 1945 da han blev slået af Aage Poulsen.

## Danske mesterskaber
- Bronze 1946 1500 meter 3,56,4
- Bronze 1946 10.000 meter 32,48,6
- Sølv 1945 1500 meter 3,56,2
- Bronze 1943 1500 meter 3,58,2

## Personlig rekord
- 1500 meter: 3,52,2 Helsingfors 18. juli 1945